# Сборная Бермудских Островов по футболу
Сборная Бермудских островов (англ. Bermuda national football team) — представляет Бермудские Острова на международных матчах по футболу. В рейтинге ФИФА по состоянию на 4 апреля 2024 года на 170-м месте. Не участвовала в финальных этапах чемпионата мира или Кубка КОНКАКАФ, но при этом является долгое время бессменным участником всех Островных игр.

## Чемпионат мира
- 1930 — 1970 — не участвовала
- 1970 — не прошла квалификацию
- 1974 — 1990 — не участвовала
- 1994 — не прошла квалификацию
- 1998 — снялась с соревнований
- 2002 — 2022 — не прошла квалификацию

## Чемпионат наций КОНКАКАФ
- 1963 — 1967 — не участвовала
- 1969 — не прошла квалификацию
- 1971 — не прошла квалификацию
- 1973 — 1989 — не участвовала

## Золотой кубок КОНКАКАФ
- 1991 — не участвовала
- 1993 — не участвовала
- 1996 — не участвовала
- 1998 — не прошла квалификацию
- 2000 — не прошла квалификацию
- 2002 — снялась с соревнований
- 2003 — не участвовала
- 2005 — 2017 — не прошла квалификацию
- 2019 — групповой этап

## Островные игры
- 1989 — 2005 — не участвовала
- 2007 — четвёртое место
- 2009 — 2011 — не участвовала
- 2013 — первое место
- 2015 — 2017 — не участвовала